# Kolar (district)
Kolar is een district van de Indiase staat Karnataka. Het district telt 2.523.406 inwoners (2001) en heeft een oppervlakte van 8223 km². De hoofdstad is het gelijknamige Kolar.
Het district is naast de stad Kolar, vooral bekend om de Kolar Gold Fields, een in het zuidoosten van het district gelegen en in 2003 gesloten goudmijn.
In september 2007 werd het noordelijke deel van het district Kolar afgesplitst, waardoor het nieuwe district Chikkaballapur ontstond.
Hoofdstad: Bangalore
Districten:
Divisie Bangalore: Bengaluru Urban · Bengaluru Rural · Chitradurga · Davanagere · Chikkaballapur · Kolar · Ramanagara · Shimoga · Tumkur
Divisie Belgaum: Bagalkot · Belgaum · Bijapur · Dharwad · Gadag · Haveri · Uttara Kannada
Divisie Gulbarga: Bellary · Bidar · Gulbarga · Koppal · Raichur · Yadgir
Divisie Mysore: Chamarajanagar · Chikmagalur · Dakshina Kannada · Hassan · Kodagu · Mandya · Mysore · Udupi